# 사무라이

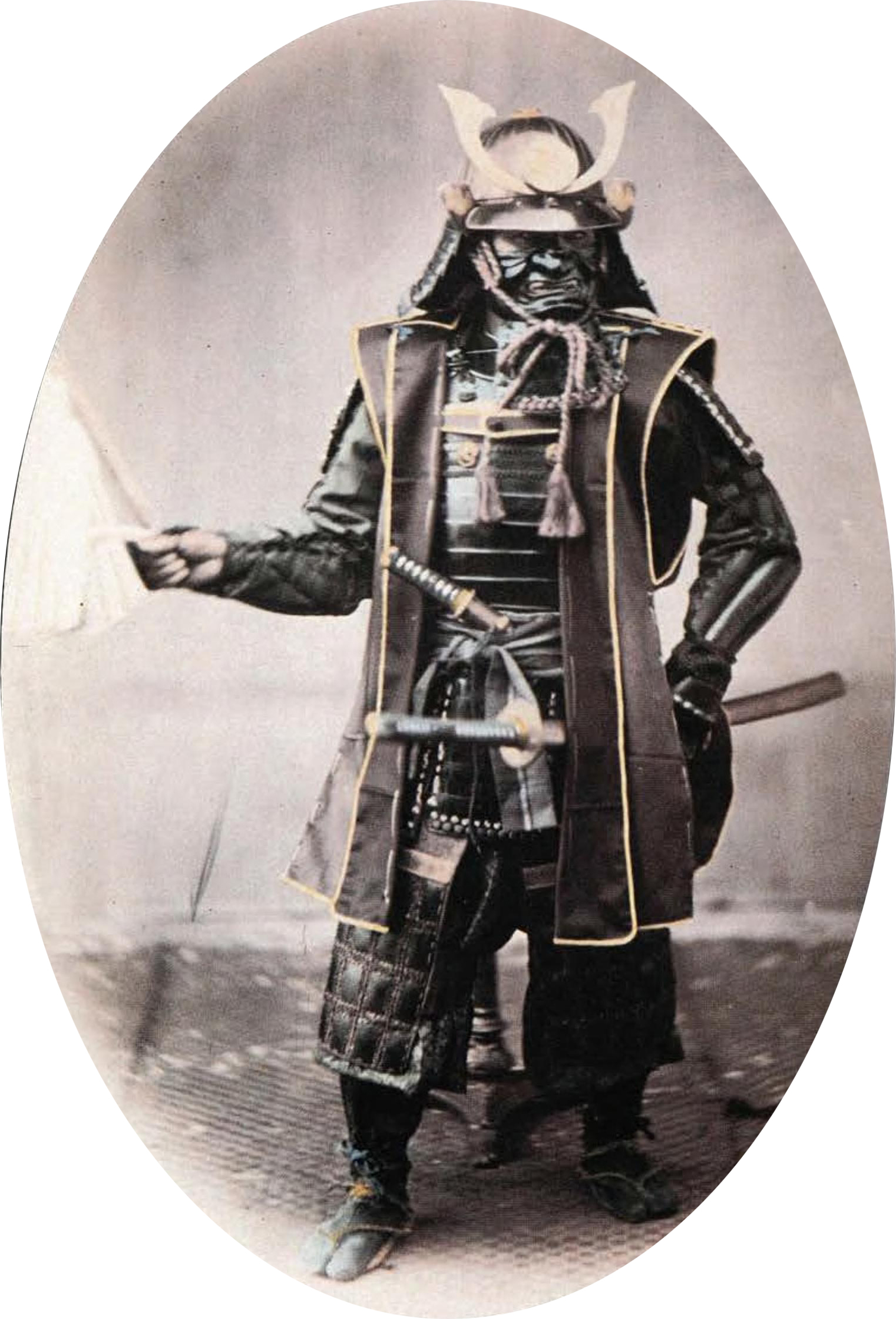
1860년경 촬영된 당세구족을 입은 사무라이의 모습

사무라이(일본어: 侍)는 일본 봉건 시대의 무사(武士)를 뜻한다. 본디 가까이에서 모신다는 뜻의 단어 시(侍)에서 나온 말로써 귀인을 경호하는 사람을 가리켰다. 그러나 헤이안 시대 이후 무사 계급이 발달하여 일반적인 무사를 가리키게 되었다. 에도 시대에는 사농공상(士農工商)의 네 신분이 고정되어, 그 가운데 사(士)에 속하는 자를 일반적으로 이렇게 칭하였다.
주군을 잃은 사무라이는 로닌이라 불리며, 칼솜씨를 제외한 기술이나 인맥 등이 없다면 특별한 직업 없이 유랑하거나 걸식하며 살인청부업과 도적질 등으로 생계를 유지했다. 메이지유신을 주도했던 사무라이들의 엘리트 자녀들은 도쿄대, 교토대 등 명문대학을 졸업후 신정부의 요직에 발탁되어 핵심관료로 활동하였고 이후 제국주의 과정을 거치면서 군부로 변신해 중일전쟁(中日戰爭)에 이어 태평양전쟁(太平洋戰爭)의 주역이 되었다. 태평양전쟁 패전이후에 이들 관료들은 미군정 당국(GHQ)에 의해 공직 추방을 당하는 등 부침을 겪기도 했지만 실력과 능력을 인정받아 전후 국가발전을 이끌어가는 원동력이 되었다.

## 성립
원래는 유력 귀족이나 여러 다이후(大夫)를 섬기는, 사무라이혼(侍品)이라 불린 통상 위계 6위 정도의 하급 기능직 관인층, 즉 귀족과 연줄이 있는 국가 레벨의 지배계층의 가장 낮은 곳을 차지하고 있던, 실무자 계급을 의미하는 말이었다. 말하자면 조정을 섬기는 관인이면서 동시에 상위 귀족・관인층을 섬기며 조정의 실무직을 맡았던 신분이 바로 「사무라이」이며, 출세한다 해도 귀족의 말석인 5위 정도까지 오르는 것이 고작이었다. 
그 실무라는 것도 말 그대로 조정의 국사 전반에 관련된 것으로 굳이 무예만을 지칭하는 것이 아니라 다양한 업무가 존재했고 각각의 업무를 가업으로 계승했으며, 후세에 이르러 차츰 무예를 직능으로 하는 부시(武士)를 가리켜 사무라이라 부르는 경우가 많아지게 되면서 사무라이=무사라는 공식이 성립하게 된 것이다(부시 또한 초기에는 다이후 신분의 군사 귀족과 사무라이 신분의 일반 부시라는 두 계층으로 구성되어 있었다). 
또한 귀족과 연결된 지배층이던 사무라이 신분보다 낮은, 본래는 백성의 신분이었던 지자무라이(地侍) 등도 부시 취급을 받으면서 이들 백성 출신의 지자무라이와 구별해, 「사무라이」는 「상층 부시」를 가리키는 말이 되었다(여기서의 상층이란 엄밀하게는 발생기의 부시와 마찬가지로 말을 타고 전투에 나갈 자격과 권리를 갖춘 부시를 말한다). 
17세기 초에 간행된, 일본어 단어를 포르투갈어로 해석한 사전인 《닛포지쇼》(日葡辞書)는 부시(Bushi)나 모노노후(Mononofu)는 각각 「무인」(武人), 「군인」(軍人)을 의미하는 포르투갈어로 번역되어 있는 한편으로 사부라이(Saburai)에 대해서는 「귀인 또는 존경받는 사람」(貴人、または尊敬すべき人)으로 번역하고 있어, 이 시기 사무라이라는 이름이 부시 계층 안에서도 특별한 존재가 되어 있었음을 알 수 있다. 사무라이들은 여러 특권을 받았으며 이 특권을 침범하거나 모방하려고 하는 닌자나 야쿠자 같은 천한 신분의 전사들을 학살하기도 했다. 그래서 닌자들 중에서도 일부를 제외하면 일본의 다른 전사 집단은 거의 살아남지 못했다. 따라서 사무라이가 무사 신분을 거의 독점하게 되었으며 사무라이가 아닌 자는 무사로서 출세하기 어려웠다.

## 어원
「사무라이」는 16세기에 이르러 등장한 단어로, 막부 시대에는 「사부라이」(サブライ), 조금 더 올라가 헤이안 시대에는 「사부라이」(サブラヒ)(ハ행전호때문에 ヒ(히)는 イ(이)로 발음되었다)로 각기 발음되었다. 「사부라이」는 일본어 동사 「사부라우」(サブラフ)(ハ행전호때문에 フ(후)는 ウ(우)로 발음되었다)의 명사형이다. 「사부라우」라는 단어는 이미 나라 시대에 「사모라후」(サモラフ)라는 단어 형태가 등장하고 있어 이것이 현재 확인할 수 있는 가장 오래된 원형으로 여겨진다. 「사모라후」는 엿본다, 살핀다는 뜻의 동사 「모라후」(モラフ, 候)에 접두사 「사」(サ)가 붙여진 것으로 「모라후」는 다시 지킨다, 엿본다는 뜻의 동사 「모루」(モル, 窺・守)에 존재・계속이라는 뜻의 조동사(동사성 접미사라고도) 「후」(フ)가 붙여져 나온 단어로 추정되고 있다.
이렇듯 「사모라후」의 원래 뜻은 상대의 모습을 가만히 엿본다는 뜻이 되지만, 나라 시대에는 이미 귀인의 옆에 붙어 그 모습을 엿보며 명령이 떨어지기를 기다린다는 의미로 사용되고 있었다. 이 「사모라후」가 헤이안 시대에 모음 교차를 일으켜 「사무라후」가 되고, 나아가 자음 교체를 일으켜 「사부라후」가 된 것으로 보인다. 「사부라후」는 「侍」라는 한자의 훈으로도 쓰이고 있는 데서도 보이듯 헤이안 시대에는 오로지 귀인의 옆에서 모시는 자라는 뜻으로 쓰이고 있었다.
「주군의 가장 가까운 곳에서 모시는 일, 또는 그러한 사람」으로써 훗날 조정을 섬기는 관인인 동시에 상급 귀족을 섬기는 하급 기능직 관인을 가리키게 되고 그 기능직 관리의 한 축을 이루었던 부시를 가리키게 되었으며, 앞서 서술한 것과 같이 초기에는 부시뿐 아니라 법관이나 음양사 같은 중하급 기능직 관인도 모두 '사무라이'라 불렸고 굳이 '부시(무인)'라는 특정 직책의 계층만을 지목한 것은 아니었다. 헤이안 시대의 「사부라이」는 그 뒤 「사부라이」→「사무라이」 등의 어형 변화를 거치게 되지만, 지위와 상관없이 군사 관련 직능을 가진 자, 즉 부시 전반을 사무라이라 부르게 된 것은 에도 시대의 일로, 그 전까지는 귀족이나 쇼군 등의 가신인 상급 부시들에만 한정하여 사무라이라고 불렀을 뿐이다.

## 유명한 사무라이
| - 미야모토 무사시 - 오다 노부나가 - 도쿠가와 이에야스 - 도요토미 히데요시 - 아케치 미쓰히데 - 다테 마사무네 - 핫토리 마사나리 - 호조 우지야스 |  | - 사이고 타카모리 - 사이토 하지메 - 사카모토 료마 - 사나다 유키무라 - 사사키 코지로 - 시마즈 타카히사 - 시마즈 요시히로 - 구스노키 마사시게 |  | - 다케다 신겐 - 미나모토노 요시쓰네 - 미나모토노 요리토모 - 가토 기요마사 - 고니시 유키나가 - 우에스기 겐신 - 야규 미쓰요시 - 야규 무네노리 - 야마모토 쓰네토모 - 가쓰 가이슈 |

## 같이 보기
- 외국출신의 사무라이 일람(일본어판)
- 선비
- 무사
- 쇼군
- 막부
- 여무예자
- 닌자
- 다이묘
- 아시가루
- 군사귀족(일본어판)
- 손자병법
  - 이가류
  - 고가류
    - 고가류 군학(일본어판)

  - 야마가류(일본어판)
- 수우양가불가(秀優良可不可)
- 가라유키상
- 사무라이전대 신켄저(파워레인저 블레이드포스)